# Lukas Spiru
Lukas Spiru, gr. Λουκάς Σπύρου, Loukás Spýrou (ur. 20 czerwca 1973) – cypryjski lekkoatleta, uczestnik Letnich Igrzysk Olimpijskich 1996. Specjalizuje się w biegach na dystansie 100 m.

## Występ na Igrzyskach Olimpijskich
Lukas Spiru startował tylko raz w igrzyskach olimpijskich – w Atlancie w 1996. W Stanach Zjednoczonych razem z innymi zajął 5. miejsce w kwalifikacjach w sprincie sztafetowym 4 x 100 m.

### Wyniki
| 1996 Atlanta | – | 5. miejsce (w kwal.) (4 x 100 m mężczyzn) |

### Starty na igrzyskach olimpijskich – szczegółowo
| Miejsce      | Rok  | Miejscowość | Stadion                    | Faza           | Rezultat (wszystkich) | Rezultat (jego) | Bieg               | Tor | Zwycięzca |
| ------------ | ---- | ----------- | -------------------------- | -------------- | --------------------- | --------------- | ------------------ | --- | --------- |
| 5. (w kwal.) | 1996 | Atlanta     | Centennial Olympic Stadium | Runda pierwsza | 40.06                 | 11.13           | 4 x 100 m mężczyzn | 5   | Kanada    |